# Kevin Hansen
Kevin Christopher Hansen (Newport Beach, 19 de março de 1982) é um jogador de voleibol dos Estados Unidos da América. Disputou os Jogos Olímpicos de 2008, em Pequim, onde a seleção estadunidense conquistou a medalha de ouro.

## Carreira
A primeira aparição de Hansen com a equipe principal dos Estados Unidos foi durante o Campeonato Mundial de 2006, na Argentina, quando foi o reserva do levantador Donald Suxho. Em 2007 participou das campanhas na Liga Mundial, no Campeonato da NORCECA e na Copa do Mundo como suplente de Lloy Ball. Nos Jogos Pan-americanos esteve entre os titulares que conquistaram a medalha de prata no Rio de Janeiro.
No ano seguinte esteve na equipe que conquistou o título inédito da Liga Mundial e a medalha de ouro nos Jogos Olímpicos. Em Pequim foi titular na partida contra a China e também esteve em quadra nos jogos contra Japão e Venezuela.
Kevin Hansen sofre de diabetes tipo 1. A doença foi diagnosticada pela primeira vez aos 10 anos de idade e desde então ele precisa de tratamento com agulhas quatro vezes ao dia.